# Гикеан

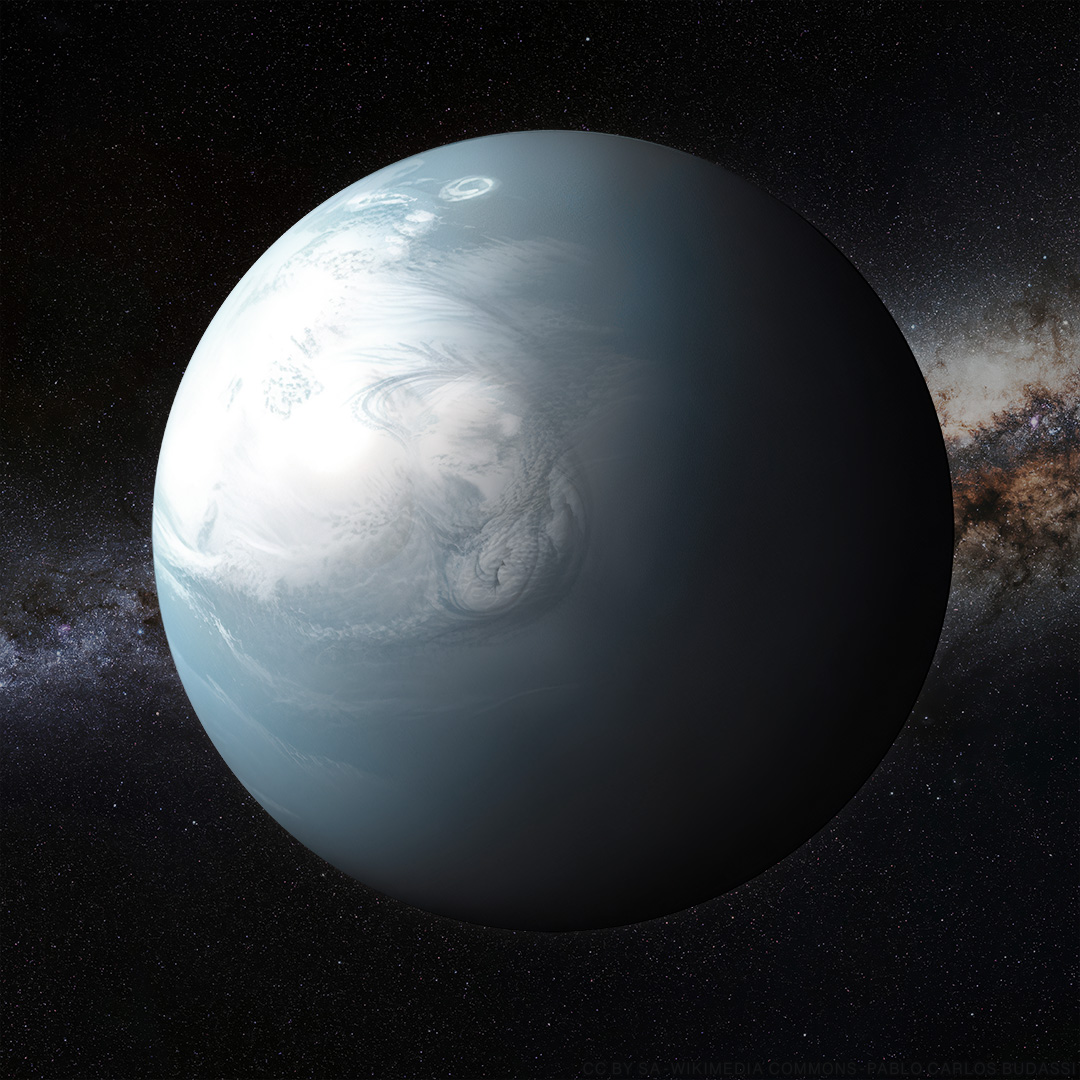
Художественное представление гикеана.

Гикеан (англ. hycean planet) — особый тип экзопланет с океаном жидкой воды, под богатой водородом атмосферой.

## Название
Английское название был придумано в 2021 году командой исследователей экзопланет из Кембриджского университета используя портманто латинских слов hydrogenium (водород) и ocean (океан), что, в свою очередь, позволяет образовать по нормам русского языка слово «гикеан» (из принятого в химии номенклатурного названия водорода гидрогениум и слова океан).

## Описание
Гикеан — это гипотетический тип планеты с океанами жидкой воды под водородной атмосферой. Наличие внеземной жидкой воды делает гикеаны многообещающими кандидатами на планетарную обитаемость. Обычно считается, что они крупнее и массивнее Земли; Данные о плотности предполагают, что как каменистые суперземли, так и суб-Нептуны (такие как K2-18 b и TOI-1231 b) могут соответствовать этому типу, и поэтому ожидается, что они будут распространёнными экзопланетами. По состоянию на 2023 г. подтвержденных гикеанов нет, но миссия «Кеплер» обнаружила множество кандидатов.

### Свойства
Гикеаны могут быть значительно большими, чем предыдущие оценки для обитаемых планет, с радиусами, достигающими 2,6 R⊕ (2,3 R⊕) и массами 10 M🜨 (5 M🜨). Более того, зона обитаемости для таких планет может быть значительно шире, чем у планет земного типа. Равновесная температура планеты может достигать 430 K (157 °C) для планет, вращающихся вокруг поздних М-карликов. Однако, масса и радиус сами по себе не определяют состав планеты, так как тела с одинаковой массой и радиусом могут иметь различный состав: таким образом, данная планета может быть либо гикеаном, либо суперземлей.
Такие планеты могут иметь множество различных составов атмосферы и внутренних структур. Также возможны захваченные приливными силами «тёмные гикеаны» (пригодные для жизни только на стороне постоянной ночи) или «холодные гикеаны» (с незначительной иррадиацией, которые обогреваются парниковым эффектом). Тёмные гикеанские миры могут образовываться, когда атмосфера не может эффективно переносить тепло с постоянной дневной стороны на постоянную ночную сторону, таким образом, ночная сторона имеет умеренные температуры, в то время как дневная сторона слишком горяча для жизнепригодности. Холодные гикеаны могут существовать даже при отсутствии собственных солнц, например, блуждающие планеты.
Хотя наличие воды может помочь им быть жизнепригодными планетами, их жизнепригодность может быть ограничена возможным взрывным парниковым эффектом. Водород реагирует на длины волн звездного света иначе, чем более тяжелые газы, такие как азот и кислород. Если планета вращается вокруг солнцеподобной звезды на расстоянии одной астрономической единицы (а. е.), температура будет настолько высокой, что океаны закипят, а вода превратится в пар. Текущие расчеты определяют обитаемую зону, в которой вода будет оставаться жидкой при 1,6 а. е., если атмосферное давление аналогично земному, или при 3,85 а. е., если более вероятно, что давление будет десятикратным-двадцатикратным. Все нынешние кандидаты в гикеаны расположены в зоне, где океаны могли бы закипеть, и, таким образом, маловероятно, что у них есть настоящие океаны жидкой воды. Другим ограничивающим фактором является то, что рентгеновское и ультрафиолетовое излучение звёзд (особенно активных) может разрушать молекулы воды.

### Особенности
- Считается, что гикеаны покрыты океанами[13].
- Они имеют богатую водородом атмосферу. Считается, что атмосферы на гикеанах состоят из водорода, гелия и водяного пара[1].
- Считается, что тёмные гикеаны распространены вокруг красных карликов[1]. Красные карлики — наиболее распространенный тип звёзд в галактике Млечный Путь[14].
- Они рассматриваются как перспективные места для поиска внеземной жизни. Гикеаны содержат ингредиенты, необходимые для жизни, включая жидкую воду, энергию и органические молекулы[13].
- В их атмосферах может быть меньше метана и аммиака, чем в сопоставимых планетах, подобных Нептуну, если у них есть водные океаны[5].
- У них может быть гораздо более высокая доступность свободной энергии для их экосистем, чем у Земли[15].

## Поиск гикеанов
Гикеаны могут поддерживать внеземную жизнь, несмотря на то, что их свойства резко отличаются от земных. Астрономы планируют использовать телескопы, такие как космический телескоп имени Джеймса Уэбба, для поиска гикеанов и изучения их потенциала для жизни.
Искомые биосигнатуры включают присутствие таких веществ как кислород, озон, метан и закись азота, которые все есть на Земле. Есть также ряд других дополнительных биологических маркеров, вроде молекул метилхлорида и диметилсульфида, которых на Земле гораздо меньше, но они могут стать многообещающими индикаторами жизни на планетах с насыщенной водородом атмосферой, где доли кислорода или озона не так велики.

### Кандидаты

#### K2-18 b

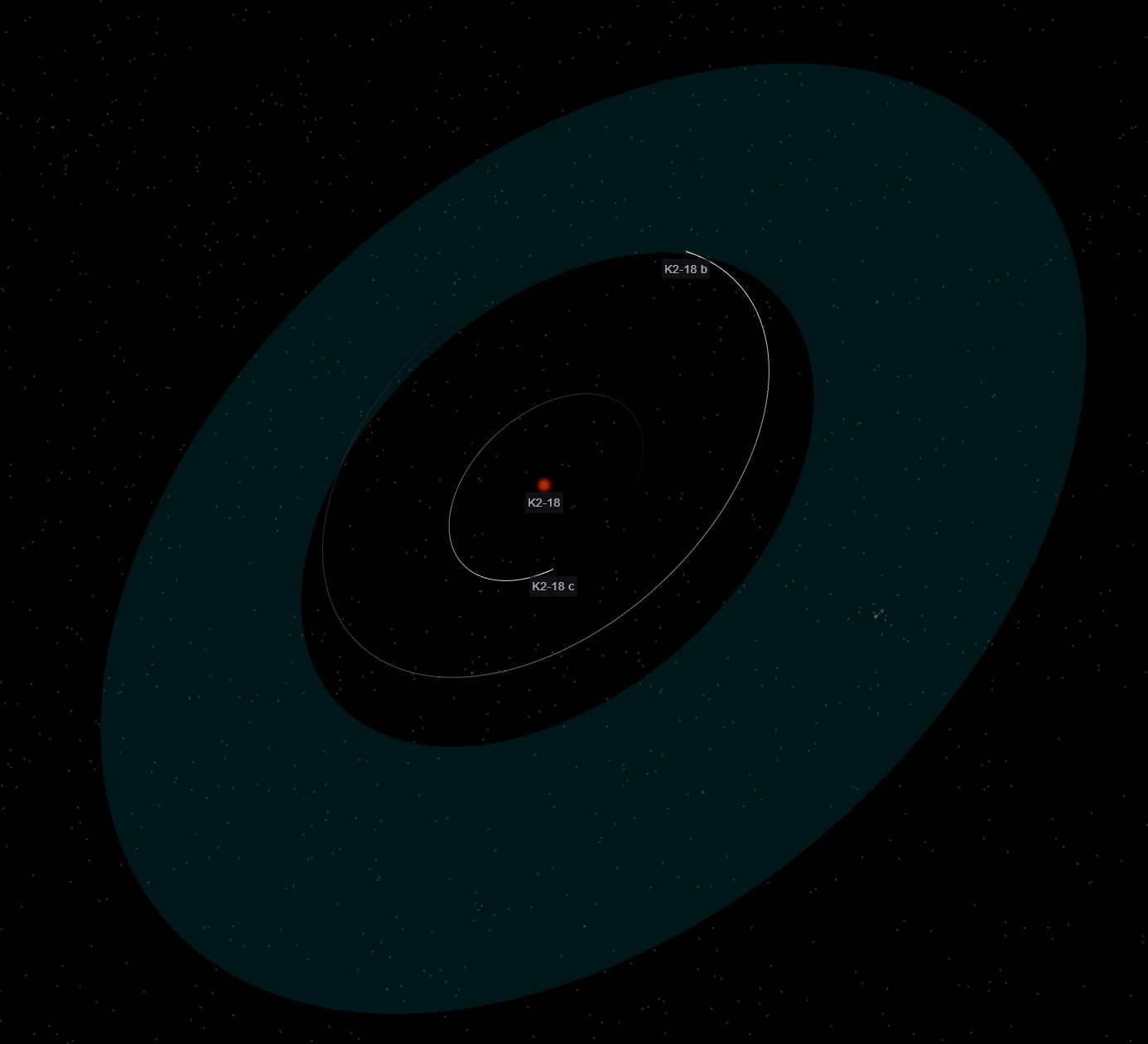
Схема зоны обитаемости системы красного карлика K2-18, с орбитами планеты K2-18 b и второго кандидата — K2-18 c.

Одной из таких планет-кандидатов является K2-18 b, которая обращается вокруг слабой звезды с периодом около 33 дней. Эта планета-кандидат может иметь жидкую воду, содержать значительное количество газообразного водорода в атмосфере и располагается достаточно далеко от своего солнца, чтобы пребывать в зоне обитаемости звёздной системы. Такие планеты-кандидаты могут быть изучены на наличие биомаркеров
. В 2023 году космический телескоп «Джеймс Уэбб» обнаружил углекислый газ и метан в атмосфере K2-18 b, но не обнаружил большого количества аммиака. Это подтверждает гипотезу о том, что у K2-18 b действительно может быть водный океан. Те же наблюдения также предполагают, что атмосфера K2-18 b может содержать диметилсульфид, соединение, связанное с жизнью на Земле, хотя это еще предстоит подтвердить. Другая возможность заключается в том, что K2-18 b представляет собой мир расплавленной лавы с водородной атмосферой.

#### Другие кандидаты
- K2-3 b — потенциальный тёмный гикеан[9], но может быть слишком горячий[22].
- K2-3 c[9] — может быть слишком горячей планетой[22].
- Kepler-138 d[23] — ?
- LTT 1445 A b[9] — но может быть слишком горячей планетой[22] и крайне бедной водой[24].
- TOI-732 c[9] — может быть слишком горячей планетой[22].
- TOI-1266 c[9] — может быть слишком горячей планетой[22].
- TOI-175 d[9] — может быть слишком горячей планетой[22].
- TOI-2136 b[25] — ?
- TOI-270 c — потенциальный тёмный гикеан[9], но может быть слишком горячий[22].
- TOI-270 d[9] — может быть слишком горячей планетой[22].
- TOI-776 b — потенциальный тёмный гикеан[9], но может быть слишком горячий[22].
- TOI-776 c[9] — может быть слишком горячей планетой[22].